# Diego Acevedo Godoy
Diego Antonio Acevedo Godoy (Chillán, Chile; 23 de febrero de 2001) es un futbolista chileno. Juega de centrocampista en Cobreloa de la Primera B de Chile.

## Trayectoria
Formado en las inferiores de la Unión Española, Acevedo firmó su primer contrato con el club en febrero de 2021. Debutó con el club el 19 de enero de 2021 ante Huachipato.
Tras una inactividad durante 2024, el 30 de diciembre de 2024 es anunciado como nuevo jugador de Cobreloa de la Primera B chilena, con vistas a la temporada 2025.

## Estadísticas
| Club                   | Div.          | Temporada     | Liga  | Liga  | Copas nacionales | Copas nacionales | Torneos internacionales | Torneos internacionales | Total | Total |
| Club                   | Div.          | Temporada     | Part. | Goles | Part.            | Goles            | Part.                   | Goles                   | Part. | Goles |
| ---------------------- | ------------- | ------------- | ----- | ----- | ---------------- | ---------------- | ----------------------- | ----------------------- | ----- | ----- |
| Unión Española · Chile | 1.ª           | 2020          | 2     | 0     | —                | —                | —                       | —                       | 2     | 0     |
| Unión Española · Chile | 1.ª           | 2021          | 9     | 1     | 3                | 0                | —                       | —                       | 12    | 1     |
| Unión Española · Chile | 1.ª           | 2022          | 9     | 0     | 7                | 2                | 1                       | 0                       | 17    | 2     |
| Unión Española · Chile | 1.ª           | 2023          | 8     | 1     | 0                | 0                | —                       | —                       | 8     | 1     |
| Unión Española · Chile | Total club    | Total club    | 28    | 2     | 10               | 2                | 1                       | 0                       | 39    | 4     |
| Total carrera          | Total carrera | Total carrera | 28    | 2     | 10               | 2                | 1                       | 0                       | 39    | 4     |
| 1. 2. 3.               |               |               |       |       |                  |                  |                         |                         |       |       |